# تشاه حاج محمود (تيرجرد)
تشاه حاج محمود (بالإنجليزية: Chah-e Hajji Mahmud Zerabi va Shorka)‏ هي منطقة سكنية تقع في إيران في يزد.